# Copa Acción de San Lorenzo 1949
Copa Acción de San Lorenzo 1949 je bila tretja dirka za Veliko nagrado v sezoni 1949. Odvijala se je 13. februarja 1949 na dirkališču Parque Independencia.

## Dirka
| Poz | Dirkač             | Moštvo              | Dirkalnik         | Krogi | Čas/Odstop | Št. m. |
| --- | ------------------ | ------------------- | ----------------- | ----- | ---------- | ------ |
| 1   | Nino Farina        | Scuderia Ferrari    | Ferrari 125C      | 50    | 1:48:18.8  | 2      |
| 2   | Reg Parnell        | Scuderia Ambrosiana | Maserati 4CLT     | 50    | + 31.4 s   |        |
| 3   | Alberto Ascari     | Scuderia Ambrosiana | Maserati 4CLT     | 50    | + 1:51.9   | 3      |
| 4   | Luigi Villoresi    | Scuderia Ambrosiana | Maserati 4CLT     | 49    | +1 krog    | 1      |
| 5   | Benedicto Campos   | Equipe Gordini      | Simca-Gordini T15 | 48    | +2 kroga   |        |
| 6   | Eitel Cantoni      | Privatnik           | Maserati 4CL      | 47    | +3 krogi   |        |
| 7   | Oscar Gálvez       | Privatnik           | Alfa Romeo 308    | 46    | +4 krogi   | 4      |
| Ods | Ernesto Tornquist  | Privatnik           | Maserati 4C       | 3     | Trčenje    |        |
| Ods | Adriano Malusardi  | A.C.A.              | Maserati 4CL      |       |            |        |
| Ods | Clemar Bucci       | Privatnik           | Alfa Romeo 12C-37 |       | Trčenje    |        |
| Ods | Juan Manuel Fangio | Equipe Gordini      | Simca-Gordini T15 |       | Trčenje    |        |
| Ods | Princ Bira         | White Mouse Stable  | Maserati 4CL      |       |            |        |